# Iglesia de San Antonio de Padua (Sarajevo)
La Iglesia de San Antonio de Padua (en croata: Franjevačka crkva sv. Ante Padovanskog; en bosnio: Franjevačka crkva svetog Ante Padovanskog) es un lugar de culto católico y un monumento nacional en Sarajevo, la capital de Bosnia y Herzegovina. Fue dedicada al fraile franciscano Antonio de Padua .
La actual Iglesia de San Antonio de Padua fue precedida por dos lugares de culto dedicados al mismo santo y construidos en el mismo sitio . El primero fue construido en 1853 como la primera iglesia católica en Sarajevo desde 1697, cuando la iglesia dedicada a la Virgen María , en el mismo barrio , se quemó durante el saqueo de Sarajevo por el Príncipe Eugenio de Saboya. La iglesia de nueva construcción recibió cruces, un dosel, un altar, un cáliz y otros objetos eucarísticos de la emperatriz francesa Eugenia de Montijo en 1864. La iglesia se quemó en un incendio de Sarajevo en 1879. Otro edificio fue construido en 1881, pero era pequeña y humilde , hecha casi enteramente de madera y adobe.
La demolición de la antigua iglesia tuvo lugar en 1912. Un nuevo edificio, un ejemplo de la arquitectura de estilo gótico, fue diseñado por Josip Vancas y erigido en su lugar a finales de ese mismo año. La torre tomó dos años más, sin embargo, y la iglesia no fue consagrada hasta septiembre de 1914.